# Бренда Тейлор (веслувальниця)
Бренда Тейлор (англ. Brenda Taylor, 28 жовтня 1962) — канадська академічна веслувальниця.
Олімпійська чемпіонка 1992 (розпашні четвірки без стернової), 1992 (вісімки) років.